# Lacanau

Lacanau este o comună în departamentul Gironde din sud-vestul Franței. În 2009 avea o populație de 4.412 de locuitori.

## Evoluția populației
| An        | 1975  | 1982  | 1990  | 1999  | 2006  | 2009  |
| --------- | ----- | ----- | ----- | ----- | ----- | ----- |
| Populație | 2.038 | 1.961 | 2.405 | 3.142 | 4.105 | 4.412 |